# Heinrich Stinnes

Stinnes’ Signatur

Heinrich Stinnes (* 8. Januar 1867 in Mülheim an der Ruhr; † 4. November 1932 in Köln) war ein preußischer Regierungsrat, Kunstsammler und Bruder von Hugo Stinnes.

## Leben und Wirken
Heinrich Stinnes wurde als ältester Sohn von Hermann Hugo Stinnes (1842–1887) und Adeline Stinnes (1844–1925), geborene Coupienne, in eine wohlhabende Mülheimer Unternehmerfamilie geboren, die seit der Unternehmensgründung (1808) des Großvaters Mathias Stinnes erfolgreich im Kohlenhandel und Bergbau tätig war.
Nach dem Besuch des Gymnasiums in Mülheim an der Ruhr studierte er ab 1887 Rechtswissenschaften an der Universität Heidelberg und wurde Mitglied der Verbindung Rupertia. Stinnes schloss sein Studium mit der Promotion ab und trat 1903 als Assessor in den Preußischen Verwaltungsdienst. Nach beruflichen Stationen am Niederrhein und im schlesischen Oppeln wurde er 1905 als Regierungsrat zur Bezirksregierung nach Köln versetzt.
Eine chronische Erkrankung, die bereits sein Studium erschwert und verlängert hatte, zwang ihn, den Beruf im Staatsdienst aufzugeben. Stattdessen widmete er sich, finanziell unabhängig, fortan sozialen Projekten in seiner Wahlheimat Köln und betätigte sich als Buch- und Kunstsammler. Sein Sammlungsschwerpunkt waren nummerierte Vorzugsausgaben und Graphiken des 19. und 20. Jahrhunderts von Malern wie Ludwig Richter, Max Klinger, Otto Greiner, Max Slevogt, Lovis Corinth und Emil Nolde. Die Bücher pflegte er mit seinem charakteristischen Namenszug und die Graphiken mit einem violetten Sammlerstempel, als sein Eigentum zu kennzeichnen. Von 1910 bis 1932 trug er eine bedeutende Sammlung zusammen (darunter rund 200.000 Graphiken), die nach seinem Tod auf Betreiben der Erben stückweise durch Versteigerungen in Leipzig, Berlin und Bern veräußert wurde. Den Auftakt machte eine Versteigerung am 10./11. November 1932 bei C. G. Boerner in Leipzig. Es folgten vier Auktionen im Kunstantiquariat Hollstein & Puppel (ab 1937: Reinhold Puppel) in Berlin (Mai und November 1936, Dezember 1937 und Mai 1938) sowie im Juni 1938 eine Auktion in der Berner Kunsthandlung Gutekunst & Klipstein.

## Ehe und Nachkommen
Er heiratete am 17. August 1900 in Berlin Margarethe Leonhard (1880–1903). Aus der Ehe ging der gemeinsame Sohn Hans Heinz Stinnes (1901–1983) hervor.